# The Black Parade Is Dead!
The Black Parade Is Dead! è il secondo album live dei My Chemical Romance, pubblicato nel 2008, comprendente 2 dischi, 1 DVD e 1 CD. Il DVD contiene la registrazione dell'ultimo concerto dei My Chemical Romance come "The Black Parade" (il soprannome che i My Chemical Romance hanno adottato per numerosi concerti prima e dopo l'uscita dell'omonimo album) al Palacio de los Deportes a Città del Messico il 7 ottobre 2007, e di quello tenuto come "My Chemical Romance" a Hoboken, New Jersey, il 24 ottobre 2007. Il cd contiene le tracce audio del concerto al Palacio de los Deportes.

## Tracce

### CD
Concerto al Palacio de los Deportes a Città del Messico, Messico, il 7 ottobre 2007.
1. The End – 2:34
2. Dead! – 3:17
3. This Is How I Disappear – 3:51
4. The Sharpest Lives – 3:17
5. Welcome to the Black Parade – 5:05
6. I Don't Love You – 3:47
7. House of Wolves – 3:38
8. Interlude – 1:01
9. Cancer – 3:16
10. Mama – 5:21
11. Sleep – 5:31
12. Teenagers – 3:03
13. The Black Parade Is Dead – 1:00
14. Disenchanted – 4:58
15. Famous Last Words – 5:09
16. Blood – 1:21

### DVD
Concerto al Palacio de los Deportes a Città del Messico il 7 ottobre 2007.
1. The End – 2:34
2. Dead! – 3:17
3. This Is How I Disappear – 3:51
4. The Sharpest Lives – 3:17
5. Welcome to the Black Parade – 5:05
6. I Don't Love You – 3:47
7. House of Wolves – 3:38
8. Interlude – 1:01
9. Cancer – 3:16
10. Mama – 5:21
11. Sleep – 5:31
12. Teenagers – 3:03
13. The Black Parade Is Dead – 1:00
14. Disenchanted – 4:58
15. Famous Last Words – 5:09
16. Blood – 1:21

Concerto al Maxwell's a Hoboken, New Jersey, il 21 ottobre 2007.
1. Welcome to the Black Parade – 5:11
2. Thank You for the Venom – 4:23
3. Dead! – 5:05
4. The Sharpest Lives – 4:40
5. This Is How I Disappear – 3:53
6. Teenagers – 4:07
7. I'm Not Okay (I Promise) – 4:05
8. You Know What They Do to Guys Like Us in Prison – 4:04
9. Famous Last Words – 5:08
10. Give 'Em Hell, Kid – 2:45
11. House of Wolves – 3:42
12. It's Not a Fashion Statement, It's a Fucking Deathwish – 4:38
13. I Don't Love You – 4:27
14. Untitled – 4:19
15. Mama – 4:45
16. Helena – 4:54
17. Cancer – 2:46

## Formazione e produzione
- My Chemical Romance:
  - Bob Bryar – batteria
  - Frank Iero – chitarra, cori
  - Ray Toro – chitarra, cori
  - Mikey Way – basso
  - Gerard Way – voce
- Turnisti:
  - James Dewees – tastiere e percussioni
  - Matt Cortez - chitarra acustica in "The End"
- Atom Rothlein – regia
- Jennifer Destiny Rothlein — produzione
- Devin Sarno – produzione esecutiva
- Kelly Norris Sarno – produzione esecutiva